# Victoria Góngora
Victoria Góngora (Cartago, Valle del Cauca, 2 de febrero de 1971) es una actriz colombiana.

## Filmografía

### Televisión
| Año  | Título                     | Personaje                  | Canal                       |
| ---- | -------------------------- | -------------------------- | --------------------------- |
| 2018 | Garzón                     | Silvia Rossi               | Canal RCN                   |
| 2016 | La ley del corazón         | Isabel Triana de Rodríguez | Canal RCN                   |
| 2016 | Yo soy Franky              | Rosaura                    | Nickelodeon (Latinoamérica) |
| 2015 | Laura, la santa colombiana |                            | Caracol Televisión          |
| 2014 | Niche                      |                            | Caracol Televisión          |
| 2014 | Contra las cuerdas         |                            | Canal RCN                   |
| 2013 | Los graduados              | Vicky Pombo                | Canal RCN                   |
| 2011 | Confidencial               | Carmen Arrieta             | Caracol Televisión          |
| 2011 | Correo de inocentes        |                            | Canal RCN                   |
| 2011 | Kdabra                     | Mamá Franco                | Fox Channel (Latinoamérica) |
| 2010 | El clon                    | Lucía del Valle            | Telemundo                   |
| 2010 | Rosario Tijeras            | Susana                     | Canal RCN                   |
| 2008 | Muñoz vale por 2           | Amanda                     | Caracol Televisión          |
| 2008 | La traición                | Helena Burke               | Telemundo                   |
| 2007 | Marido a sueldo            | Camila                     | Canal RCN                   |
| 2006 | Decisiones                 |                            | Telemundo                   |
| 2005 | La mujer en el espejo      | Cristina                   | Telemundo                   |
| 2003 | Retratos                   | Clara                      | Canal RCN                   |
| 2002 | Gata Salvaje               | Angelia Granados           | Canal RCN                   |
| 2000 | Adónde va Soledad          | Aurora Restrepo            |                             |
| 1998 | Yo amo a Paquita Gallego   | Rhina Marcela Noriega      | Canal A                     |
| 1998 | La familia del alcalde     |                            | Canal A                     |
| 1996 | Al desnudo                 |                            | Canal A                     |
| 1996 | Mi amiga del alma          | Piedad                     | Canal A                     |
| 1995 | A mí que me esculquen      |                            | Canal Uno                   |
| 1995 | Sobrevivir                 |                            | Canal Uno                   |
| 1994 | Las aguas mansas           | Ruth Uribe / Libia Reyes   | Canal Uno                   |
| 1993 | Detrás de un ángel         | Ana                        | Canal Uno                   |
| 1991 | María                      | María                      | Cadena Dos                  |

## Cine
| Año  | Título                  | Personaje  | Nota |
| ---- | ----------------------- | ---------- | ---- |
| 2018 | El amor menos pensado   | Leia       |      |
| 2006 | La boda del gringo      | Pilar      |      |
| 2000 | Termino                 | Mara       |      |
| 1997 | La deuda                | Alina      |      |
| 1994 | Águilas no casan moscas | Linda Lady |      |

## Premios y nominaciones
| Año  | Categoría                  | Otorgado por                               | Resultado |
| ---- | -------------------------- | ------------------------------------------ | --------- |
| 2015 | La hija del arte y cultura | Conservatorio de música Pedro Morales Pino | Entregado |

| Año  | Categoría               | Telenovela o serie       | Resultado |
| ---- | ----------------------- | ------------------------ | --------- |
| 1998 | Mejor actriz antagónica | Yo amo a Paquita Gallego | Entregado |

| Año  | Categoría   | Otorgado por                                | Resultado |
| ---- | ----------- | ------------------------------------------- | --------- |
| 2022 | Premio nova | Contribución a la cultura a través del arte | Entregado |

### Premios India Catalina
| Año  | Categoría                               | Telenovela o Serie | Resultado |
| ---- | --------------------------------------- | ------------------ | --------- |
| 1992 | Mejor actriz o actor revelación del año | La Maria           | Nominada  |

### Premios TVyNovelas
| Año  | Categoría               | Telenovela o Serie       | Resultado |
| ---- | ----------------------- | ------------------------ | --------- |
| 1999 | Mejor actriz antagónica | Yo amo a Paquita Gallego | Nominada  |

| Año  | Categoría               | Telenovela o serie | Resultado |
| ---- | ----------------------- | ------------------ | --------- |
| 1994 | Mejor actriz de reparto | Aguas mansas       | Nominada  |